# Prince Polley
Prince Opoku Bismark Polley Sampene, plus connu sous le nom de Prince Polley, (né le 4 mai 1969 à Kumasi) est un footballeur ghanéen. Attaquant International ghanéen, il faisait partie de l'équipe des Black Stars qui a atteint la finale de la Coupe d'Afrique des nations 1992.

## Clubs
- 1984-1988 : Asante Kotoko
- 1988-1990 : Sparta Rotterdam
- 1990-1991 : K Beerschot VAC (13)
- 1991-1992 : Germinal Ekeren (3530)
- 1992-1994 : FC Twente
- 1994-1995 : SC Heerenveen
- 1995-1997 : Excelsior Rotterdam
- 1997-1999 : Heerjansdam
- 1998-1999 : FC Aarau